# Alessio Signego
Alessio Signego (* 11. Dezember 1983 in Sarzana) ist ein italienischer Radrennfahrer.
Alessio Signego gewann 2004 eine Etappe bei der U23-Rundfahrt Giro della Toscana und wurde Zweiter in der Gesamtwertung. Im Jahr darauf gewann er das Eintagesrennen Gran Premio Industrie del Marmo. Nach mehreren erfolglosen Saisons beendete er 2010 seine Radsportlaufbahn.

## Erfolge
2004
- eine Etappe Giro della Toscana (U23)

2005
- Gran Premio Industrie del Marmo

## Teams
- 2006 OTC Doors-Lauretana
- 2007 OTC Doors-Lauretana
- 2008 NGC Medical-OTC Industria Porte
- 2009 Adria Mobil
- 2010 Team Nippo